# Nahum
Pour les articles homonymes, voir Nahum (homonymie).
Pour Livre de Nahum, voir Livre de Nahum.
נַחוּם
Nahum (נַחוּם en hébreu, qui signifie "Consolateur") est le septième des douze petits prophètes qui vécut à la fin du VIIe siècle av. J.-C. dans le royaume de Juda. Il est l'auteur d'un des Livres du Tanakh ou Ancien Testament.

## Vie de Nahum
Peu de choses sont connues au sujet de Nahum qui aurait vécu au VIIe siècle avant l’ère commune et dont la famille pourrait être venue depuis l’Assyrie avec les tribus israélites en exil. Tandis que certains spécialistes placent sa ville de naissance en Galilée, d’autres désignent plutôt la ville assyrienne d’Alqosh.

## Livre de Nahum
Situé peu après la chute de Thèbes en 663 av. J.-C. et annonçant celle de Ninive survenue en 612 av. J.-C., le Livre de Nahum a pour cadre un royaume de Juda confronté à la menace de l'Empire assyrien, probablement sous le règne de Manassé,. Nahum a prêché sous le règne de ce roi, l'un des plus idolâtres de la longue histoire de Juda, entraînant une population prête à tourner le dos à la religion monothéiste. Cependant, il semble s'être  converti vers la fin de son règne  
Le Livre de Nahum comporte trois chapitres : 
- au premier chapitre, Nahum raconte que la terre sera brûlée et parle de la miséricorde et de la puissance du Seigneur ;
- au chapitre 2, Nahum avertit de la destruction de Ninive ;
- au chapitre 3, Nahum continue de prédire une fin misérable pour Ninive et la déroute de l'Empire assyrien.

## Tombeau (kapharnaüm)
L’arabe  kafr (tombeau) se retrouve dans  kapharnaüm (tombeau de Nahum).

Ce tombeau se trouverait à l'intérieur de la synagogue d'Alqosh, bien qu'il existe d'autres éventualités ailleurs. Les autres sites funéraires possibles mentionnés dans les récits historiques se référent au lieu éventuel de naissance et de résidence de Nahum, soit Elkesi (ou Elkosh), près de Rameh dans le Nord d'Israël ou Elcesi au Sud de Jérusalem pas très loin de Kiryat Gat. Depuis 2018, des travaux de restauration sont effectués afin de préserver le tombeau  d'Alqosh. 

Pendant des siècles, sinon des millénaires, les juifs du secteur ont considéré ce sanctuaire comme étant le tombeau de Nahum et ils ont construit une synagogue autour pour accueillir les pèlerins venus se recueillir. 

Depuis la guerre d'Irak, elle est tombée en ruines.

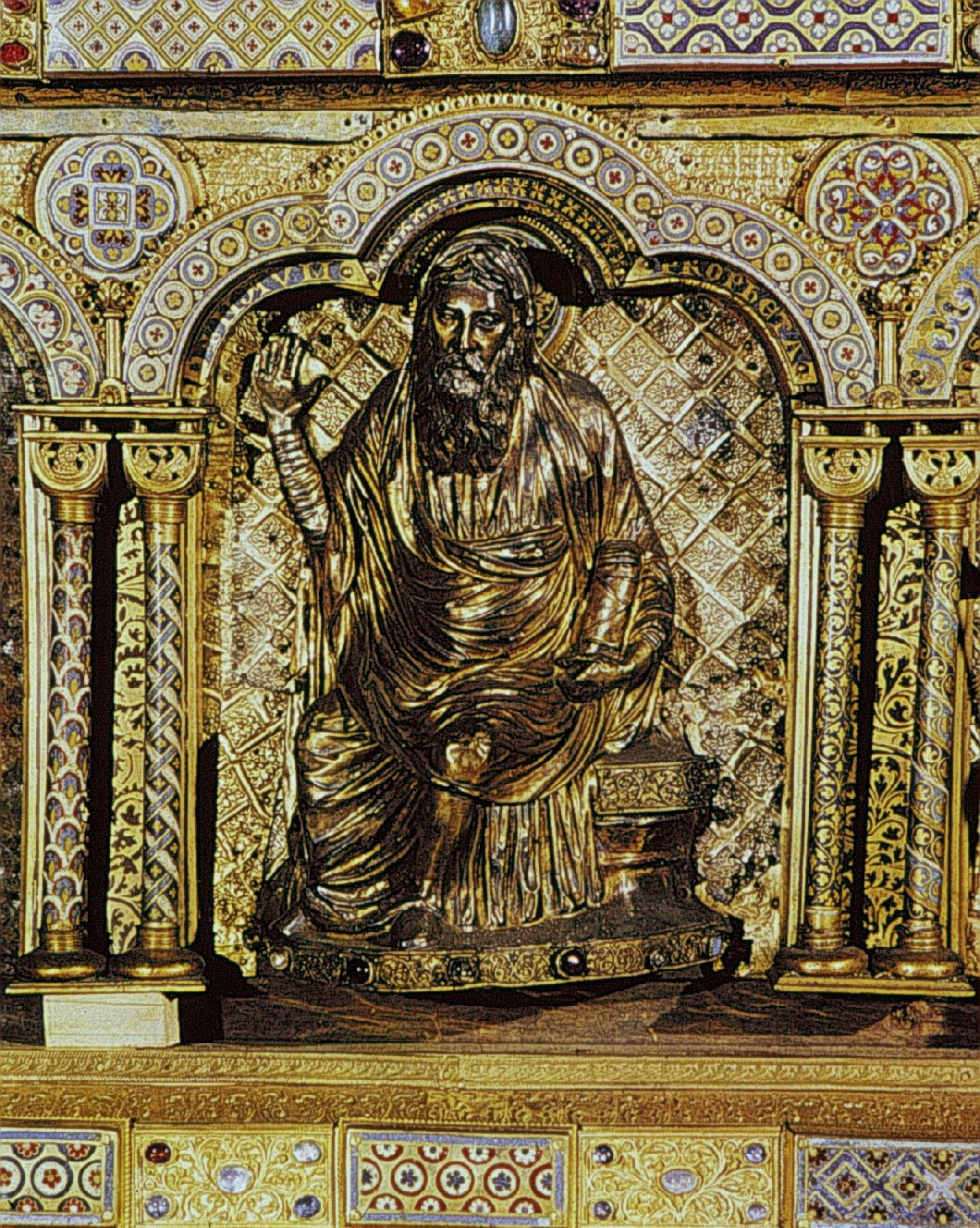
Sculpture du prophète Nahum par Nicolas de Verdun sur la châsse des Trois Mages dans la cathédrale de Cologne.
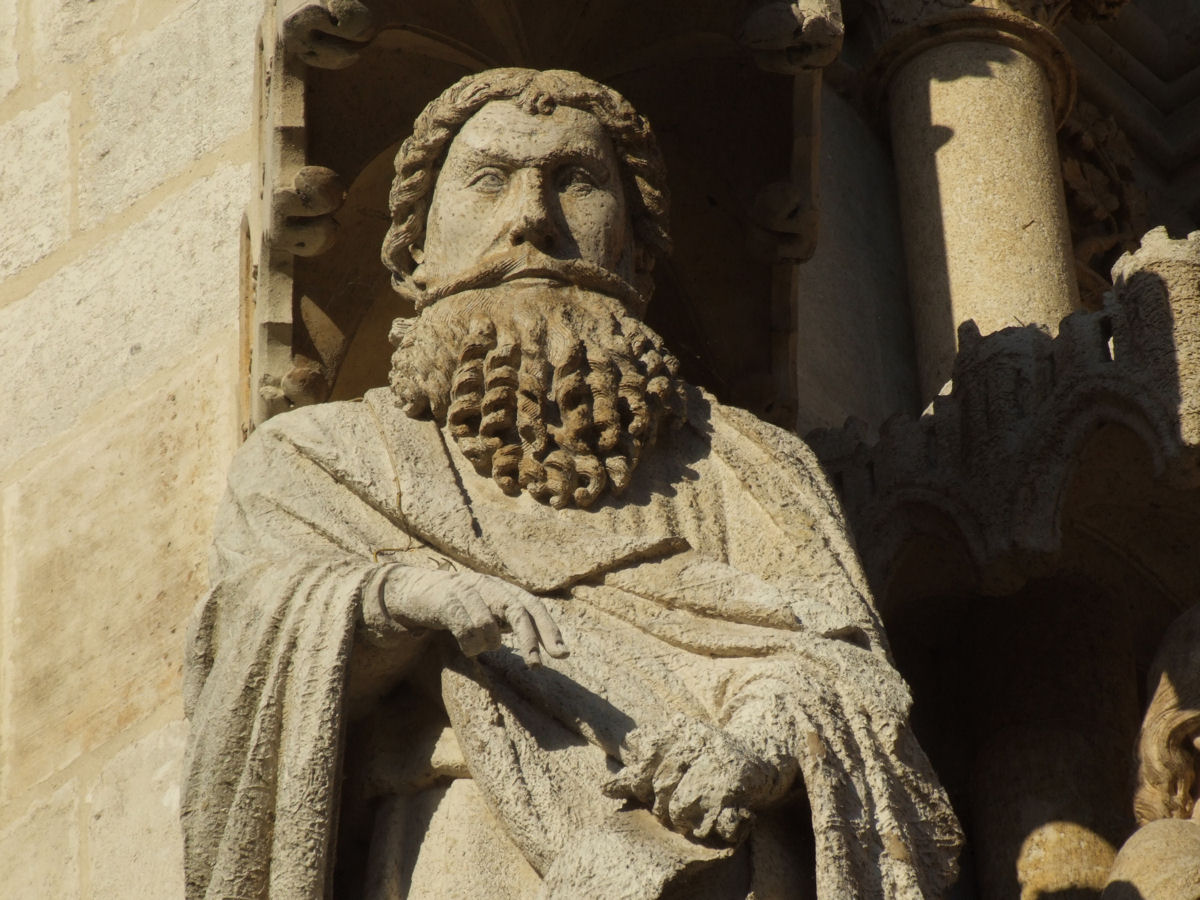
Statue de Nahum, façade Ouest de la cathédrale d'Amiens.
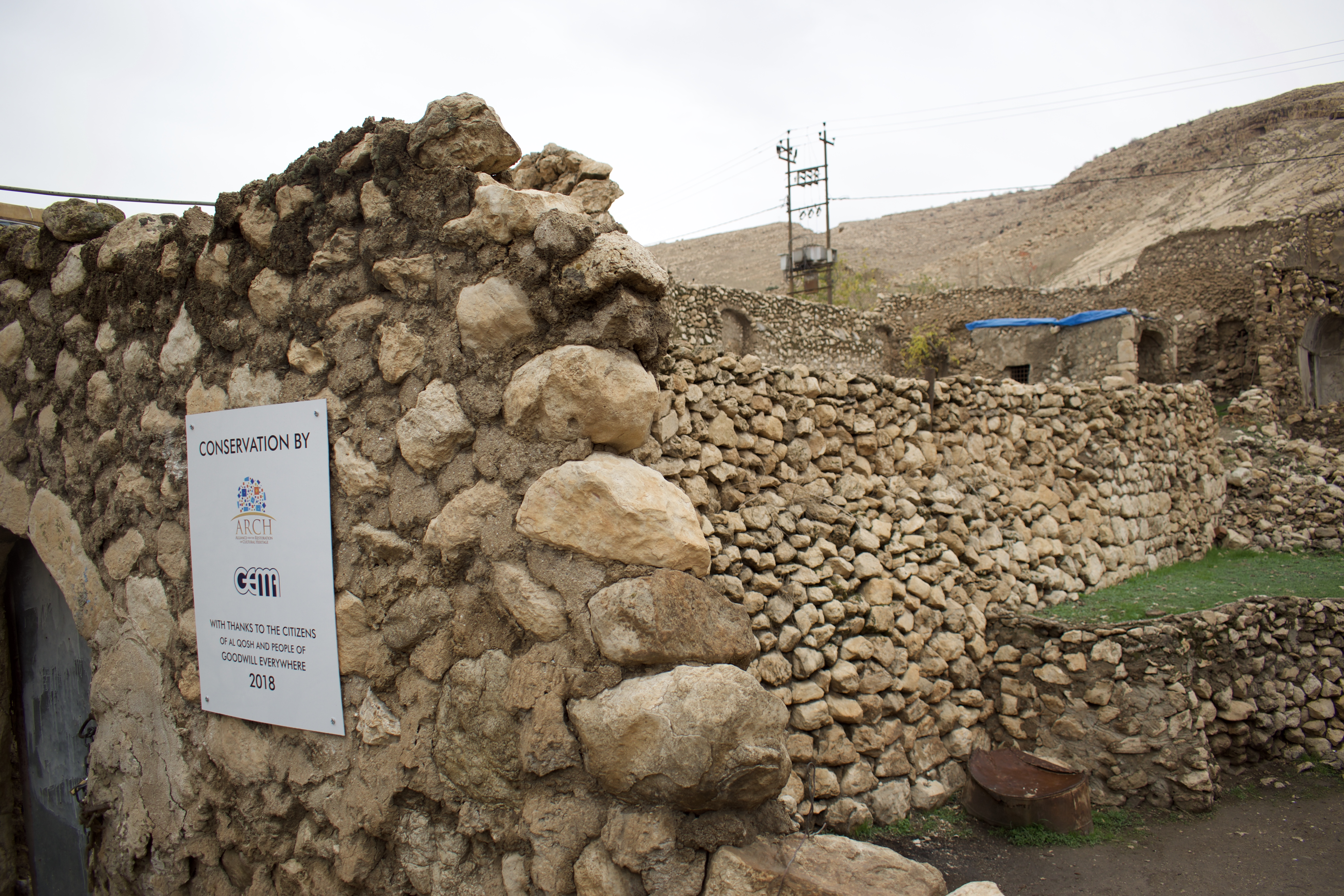
Restauration du sanctuaire d'Alqosh depuis 2018.
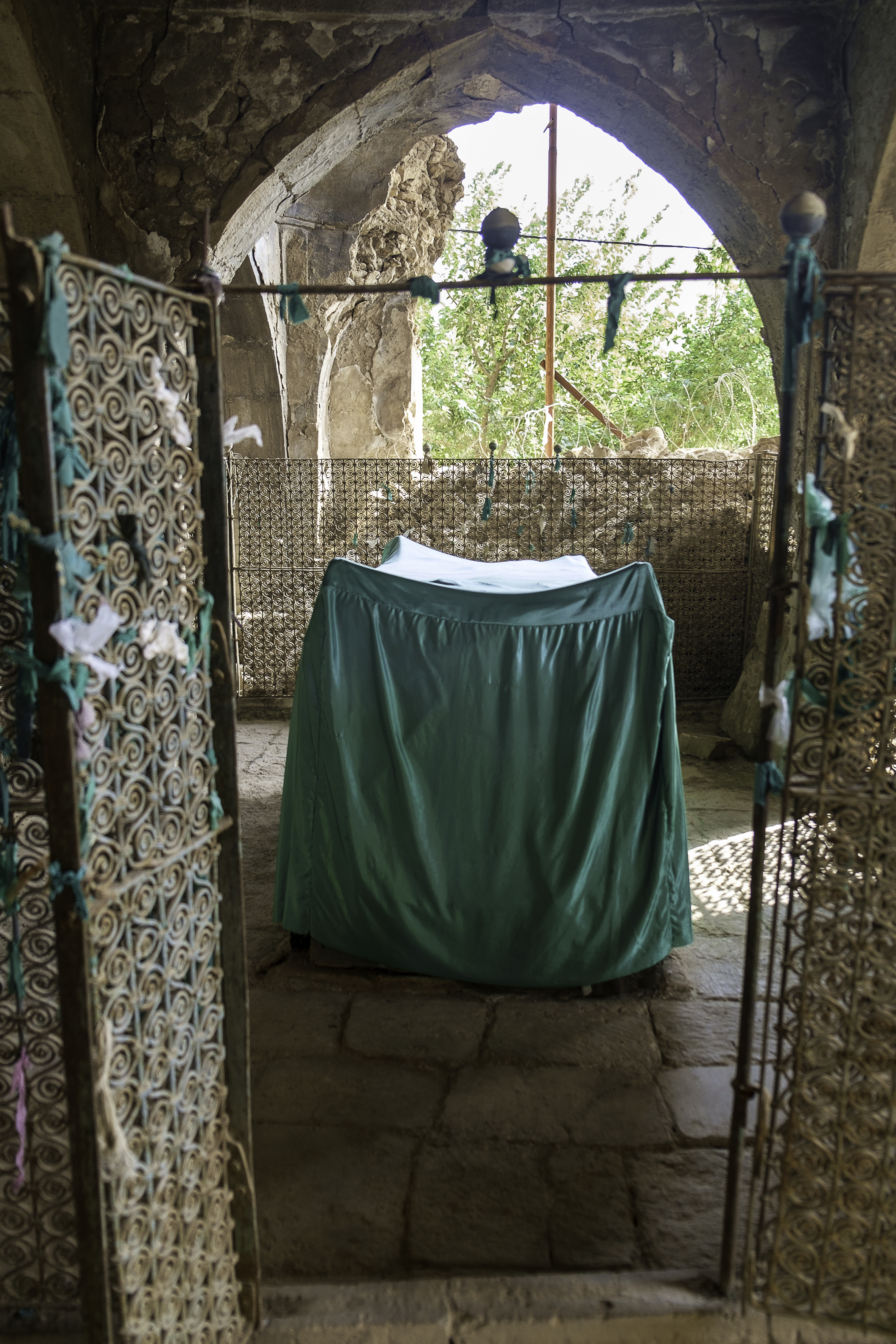
Tombeau présumé de Nahum.